# 24130 Alexhuang
24130 Alexhuang è un asteroide della fascia principale. Scoperto nel 1999, presenta un'orbita caratterizzata da un semiasse maggiore pari a 2,2356025 UA e da un'eccentricità di 0,1166347, inclinata di 3,62900° rispetto all'eclittica.